# کرندیجا
کرندیجا (به لاتین: Krndija) یک کوه است که در کرواسی واقع شده‌است. کرندیجا ۷۹۲ متر بالاتر از سطح دریا واقع شده‌است.